# Денком, Томас Слингсби
Томас Слингсби Денком (англ. Thomas Slingsby Duncombe; 1796 — 13 ноября 1861, Брайтон) — английский политический деятель, один из первых и наиболее выдающихся членов радикальной партии.

## Биография
Окончил школу Хэрроу.
По происхождению принадлежал к высшим классам и будучи офицером гвардии, Т. Денком выступил, однако, на политическом поприще горячим приверженцем демократических идей.
В 1826 г. был избран членом парламента. Обладал большим ораторским талантом и отличался незаурядной смелостью в своих заявлениях. Про него говорили, что он владел искусством открыто заявлять то, о чём все думают про себя и что всякий хотел бы сказать, но не решался.
Наиболее видными актами его политической деятельности было представление парламенту в 1842 г. грандиозной петиции чартистов, подписанной 3 500 000 граждан, а также в 1844 г. петиции Маццини и других, приносивших жалобу на то, что администрация позволяет себе вскрывать письма, отправляемые по почте; по требованию Т. Денкома образована была комиссия для расследования злоупотреблений в этой области.
В последующие годы он не раз выступал с требованием новых реформ в избирательной системе, в демократическом духе.
Отстаивал венгерского революционера И. Тюрра, арестованного австрийскими властями и находящегося в опасности быть казненным, чем подтолкнул британское правительство к мерам по его освобождению.
Был сторонником Наполеона III.
Умер от бронхиальной астмы.
Сын Т. Денкома составил подробную биографию своего отца: «The Life and Correspondence of Th. S. Duncombe» (Лондон, 1868).